# Регар-ТадАЗ
Футбольний клуб «Регар-ТадАЗ» (Турсунзаде) або просто «Регар-ТадАЗ» (тадж. Клуби футболи «Регар-ТадАЗ» (Турсунзода)) — таджицький професіональний футбольний клуб з міста Турсунзаде.

## Історія
Клуб був заснований в 1975 році після того, як в цьому році було засновано ТадАЗ (сьогодні називається TALCO), найбільший алюмінієвий завод в регіоні, і в Таджикистані зокрема. В той час на завод почали прибувати молоді спеціалісти з видобутку алюмінію та інших металів з різних куточків Радянського Союзу, а вже наприкінці того ж року на заводі працювало понад тисячу робітників.
З метою сприяння проведенню дозвілля та розваг, а також з ініціативи профспілкового комітету та комсомолу заводу, були проведені різні молодіжні заходи, в тому числі і спортивні. Голова профспілкового комітету ТадАЗу Володимир Купрін, був ініціатором створення при заводі футбольного клубу. Під його керівництвом в 1975 році, була створена футбольна команда заводу, яка спочатку мала назву "Металург", і стала попередницею нинішнього Регар-ТадАЗу. Команда "Металург" складалася з молодих працівників заводу, які виступали в місцевих змаганнях.
Команда двічі, в 1977 і 1989 роках, перемагала в Чемпіонаті Таджицької РСР, а також в 1979, 1984, 1987 і 1989 роках перемагала в Кубку Таджицької РСР з футболу. В 1980-х роках два найкращих гравців клубу, Олександр Пилюгін та Володимир Єрмолаєв перейшли до ЦСКА-Памір (Душанбе), армійців Таджикистану. У 1990 році клуб виступав у 9-ій групі Другої ліги Чемпіонату СРСР і був перейменований в «Регар». До розпаду Радянського Союзу два роки у грав Другій лізі.
Після здобуття незалежності Таджикистаном було створено власний чемпіонат. У 1994 році команда отримала професійний статус і почала фінансуватися Таджицьким алюмінієвим заводом, команда була перейменована в «Регар-ТадАЗ», назву, яку клуб використовує і сьогодні. За час виступів у чемпіонаті Таджикистану «Регар-ТадАЗ» проголосив 7 разів перемагав у національному чемпіонаті і 5 разів у Кубку Таджикистану.
У 2005 році клуб переміг у Кубку президента АФК, після того, як у фінальному поєдинку здолав 
У 2013 році «Регар-ТадАЗ» вперше у своїй історії переміг у Кубку АФК, а не Кубок Президента АФК, в якому клуб перемагав до цього. У грудні того ж року «Регар-ТадАЗ» перебував на межі банкрутства після того, як їх головний спонсор, ТАЛКО, почав зазнавати фінансові проблеми. Як наслідок — у команді утворилися кількамісячні борги перед працівниками клубу та гравцями команди по виплаті заробітної плати, команда вперше за останні 12 років залишилася без медалей національного чемпіонату. Крім того на початку сезону команду покинули ключові гравці основного складу — Далер Тахтасунов, Олексій Нігматов та Джамшед Ісмоїлов. Пізніше клуб покинули всі легіонери з Бразилії та Гани. Через катастрофічну нестачу коштів другу частину сезону команда провела за рахунок кредиту, який керівництво клубу взяло в одного з місцевих банків.

## Досягнення
- Чемпіонат Таджицької РСР з футболу
  -  Чемпіон (2): 1977, 1989

- Кубок Таджицької РСР з футболу
  -  Володар (4): 1979, 1984, 1987, 1989

- Чемпіонат Таджикистану
  -  Чемпіон (7): 2001, 2002, 2003, 2004, 2006, 2007, 2008
  -  Срібний призер (7): 1992, 2000, 2005, 2009, 2010, 2011, 2012

- Кубок Таджикистану
  -  Володар (6): 2001, 2005, 2006, 2011, 2012, 2024
  -  Фіналіст (8): 1992, 1995, 1999, 2013, 2014, 2015, 2018, 2019

- Суперкубок Таджикистану
  -  Фіналіст (4): 2011, 2012, 2013[6], 2025

- Кубок президента АФК
  -  Володар (3): 2005, 2008, 2009

## Статистика виступів у національних турнірах
| Сезон | Ліга | Ліга | Ліга | Ліга | Ліга | Ліга | Ліга | Ліга | Ліга | Кубок Таджикистану | Бомбардир      | Бомбардир | Тренер            |
| Сезон | Див. | Міс. | Іг.  | В    | Н    | П    | ЗМ   | ПМ   | О    | Кубок Таджикистану | Ім'я           | Ліга      | Тренер            |
| ----- | ---- | ---- | ---- | ---- | ---- | ---- | ---- | ---- | ---- | ------------------ | -------------- | --------- | ----------------- |
| 1992  | 1-ий | 2    | 20   | 11   | 4    | 5    | 27   | 11   | 26   | Фіналіст           |                |           |                   |
| 1993  | 1-ий | 6    | 30   | 14   | 8    | 8    | 62   | 34   | 36   |                    |                |           |                   |
| 1994  | 1-ий | 7    | 30   | 14   | 7    | 9    | 69   | 40   | 35   |                    |                |           |                   |
| 1995  | 1-ий | 6    | 28   | 13   | 3    | 12   | 44   | 40   | 42   | Фіналіст           |                |           |                   |
| 1996  | 1-ий | 5    | 30   | 19   | 2    | 9    | 67   | 42   | 59   |                    |                |           |                   |
| 1997  | 1-ий | 5    | 24   | 13   | 4    | 7    | 50   | 32   | 43   |                    |                |           |                   |
| 1998  | 1-ий | 9    | 22   | 6    | 7    | 9    | 24   | 29   | 25   |                    |                |           |                   |
| 1999  | 1-ий | 4    | 22   | 14   | 3    | 5    | 52   | 14   | 45   | Фіналіст           |                |           |                   |
| 2000  | 1-ий | 2    | 34   | 23   | 8    | 3    | 83   | 23   | 77   |                    |                |           |                   |
| 2001  | 1-ий | 1    | 18   | 16   | 2    | 0    | 58   | 9    | 50   | Переможець         |                |           | М.Хабібуллоєв     |
| 2002  | 1-ий | 1    | 22   | 19   | 1    | 2    | 75   | 28   | 58   |                    |                |           | М.Хабібуллоєв     |
| 2003  | 1-ий | 1    | 30   | 26   | 3    | 1    | 124  | 18   | 81   |                    | Осим Бобоєв    | 38        | М.Хабібуллоєв     |
| 2004  | 1-ий | 1    | 36   | 26   | 8    | 2    | 111  | 32   | 86   |                    | Сухроб Хамідов | 33        | М.Хабібуллоєв     |
| 2005  | 1-ий | 2    | 18   | 13   | 3    | 2    | 46   | 9    | 42   | Переможець         | Сухроб Хамідов | 11        | М.Хабібуллоєв     |
| 2006  | 1-ий | 1    | 22   | 18   | 1    | 3    | 65   | 19   | 55   | Переможець         |                |           | М.Хабібуллоєв     |
| 2007  | 1st  | 1    | 20   | 18   | 1    | 1    | 61   | 14   | 55   |                    | Аббос Абдулоєв | 17        | М.Хабібуллоєв     |
| 2008  | 1-ий | 1    | 40   | 32   | 5    | 3    | 129  | 36   | 101  |                    |                |           | М.Хабібуллоєв     |
| 2009  | 1-ий | 2    | 18   | 13   | 2    | 3    | 47   | 14   | 41   | 1/2 фіналу         |                |           | М.Хабібуллоєв     |
| 2010  | 1-ий | 2    | 32   | 22   | 5    | 5    | 81   | 24   | 71   |                    |                |           | М.Хабібуллоєв     |
| 2011  | 1-ий | 2    | 40   | 30   | 5    | 5    | 108  | 29   | 95   | Переможець         |                |           | М.Хабібуллоєв     |
| 2012  | 1-ий | 2    | 24   | 19   | 4    | 1    | 77   | 16   | 61   | Переможець         | Каміль Саїдов  | 20        | М.Хабібуллоєв     |
| 2013  | 1-ий | 4    | 18   | 10   | 3    | 5    | 26   | 18   | 33   | Фіналіст           |                |           | М.Хабібуллоєв     |
| 2014  | 1-ий | 6    | 18   | 5    | 5    | 8    | 25   | 27   | 20   | Фіналіст           | Фіруз Рахматов | 9         |                   |
| 2015  | 1-ий | 4    | 18   | 9    | 6    | 3    | 31   | 14   | 33   | Фіналіст           | Каміль Саїдов  | 9         | Алішер Хакбердиєв |

## Статистика виступів на континентальних турнірах
| Сезон   | Змагання                              | Раунд                       | Клуб                         | Вдома          | На виїзді | Загалом |
| ------- | ------------------------------------- | --------------------------- | ---------------------------- | -------------- | --------- | ------- |
| 2000–01 | Кубок володарів кубків Азії з футболу | Перший раунд – Західна Азія | СОПФК Кайрат Алмати          | 1–1            | 0–2       | 1–3     |
| 2001–02 | Кубок володарів кубків Азії з футболу | Перший раунд – Західна Азія | Ніса                         | 4–1            | 0–1       | 4–2     |
| 2001–02 | Кубок володарів кубків Азії з футболу | Другий раунд – Західна Азія | Пахтакор (Ташкент)           | 3–1            | 2–2       | 5–3     |
| 2001–02 | Кубок володарів кубків Азії з футболу | 1/4 фіналу – Західна Азія   | Аль-Хіляль (Ер-Ріяд)         | 0–2            | 0–3       | 0–5     |
| 2005    | Кубок президента АФК                  | Група A                     | Транспорт Юнайтед            | 6–1            | 1-ше      |         |
| 2005    | Кубок президента АФК                  | Група A                     | Тайвань Павер Компані        | 3–0            | 1-ше      |         |
| 2005    | Кубок президента АФК                  | Група A                     | Клуб Трьох Зірок             | 0–0            | 1-ше      |         |
| 2005    | Кубок президента АФК                  | 1/2 фіналу                  | Блу Стар                     | 6–0            |           |         |
| 2005    | Кубок президента АФК                  | Фінал                       | Дордой-Динамо                | 3–0            |           |         |
| 2007    | Кубок президента АФК                  | Група A                     | Транспорт Юнайтед            | 13–0           | 1-ше      |         |
| 2007    | Кубок президента АФК                  | Група A                     | Пакистанська Армія           | 2–1            | 1-ше      |         |
| 2007    | Кубок президента АФК                  | Група A                     | СК «Ратнам»                  | 1–0            | 1-ше      |         |
| 2007    | Кубок президента АФК                  | 1/2 фіналу                  | Поліцейський Клуб «Махендра» | 1–2            |           |         |
| 2008    | Кубок президента АФК                  | Група A                     | ВАПДА                        | 2–1            | 1-ше      |         |
| 2008    | Кубок президента АФК                  | Група A                     | Абахані Лімітед              | 2–1            | 1-ше      |         |
| 2008    | Кубок президента АФК                  | Група A                     | Поліцейський Клуб «Махендра» | 2–2            | 1-ше      |         |
| 2008    | Кубок президента АФК                  | 1/2 фіналу                  | Ашгабат                      | 4–3 (дод. час) |           |         |
| 2008    | Кубок президента АФК                  | Фінал                       | Дордой-Динамо                | 1–1 (4–3 пен.) |           |         |
| 2009    | Кубок президента АФК                  | Група A                     | ВАПДА                        | 0–0            | 1-ше      |         |
| 2009    | Кубок президента АФК                  | Група A                     | Тайвань Павер Компані        | 3–1            | 1-ше      |         |
| 2009    | Кубок президента АФК                  | Група A                     | Поліцейський Клуб «Махендра» | 2–2            | 1-ше      |         |
| 2009    | Кубок президента АФК                  | 1/2 фіналу                  | ВАПДА                        | 4–3 (дод. час) |           |         |
| 2009    | Кубок президента АФК                  | Фінал                       | Дордой-Динамо                | 2–0            |           |         |
| 2013    | Кубок АФК                             | Група A                     | Аль-Кувейт                   | 1–3            | 0–5       | 4th     |
| 2013    | Кубок АФК                             | Група A                     | Аль-Риффа                    | 0–3            | 1–1       | 4th     |
| 2013    | Кубок АФК                             | Група A                     | Аль-Сафа                     | 2–3            | 1–1       | 4th     |

## Відомі гравці
- Мухсин Мухамадієв
- Хуршед Махмудов
- Шухрат Джаббаров
- Сухроб Хамідов
- Джамолиддін Зардієв
- Алішер Додов
- Оділ Іргашев
- Давронджон Тухтасунов
- Денис Деришев
- Іван Дяголченко
- Аббос Абдуллоєв
- Сардорбек Емінов
- Жаілтон Олівейра
- Чарльз Накуті